# Lemuel H. Arnold

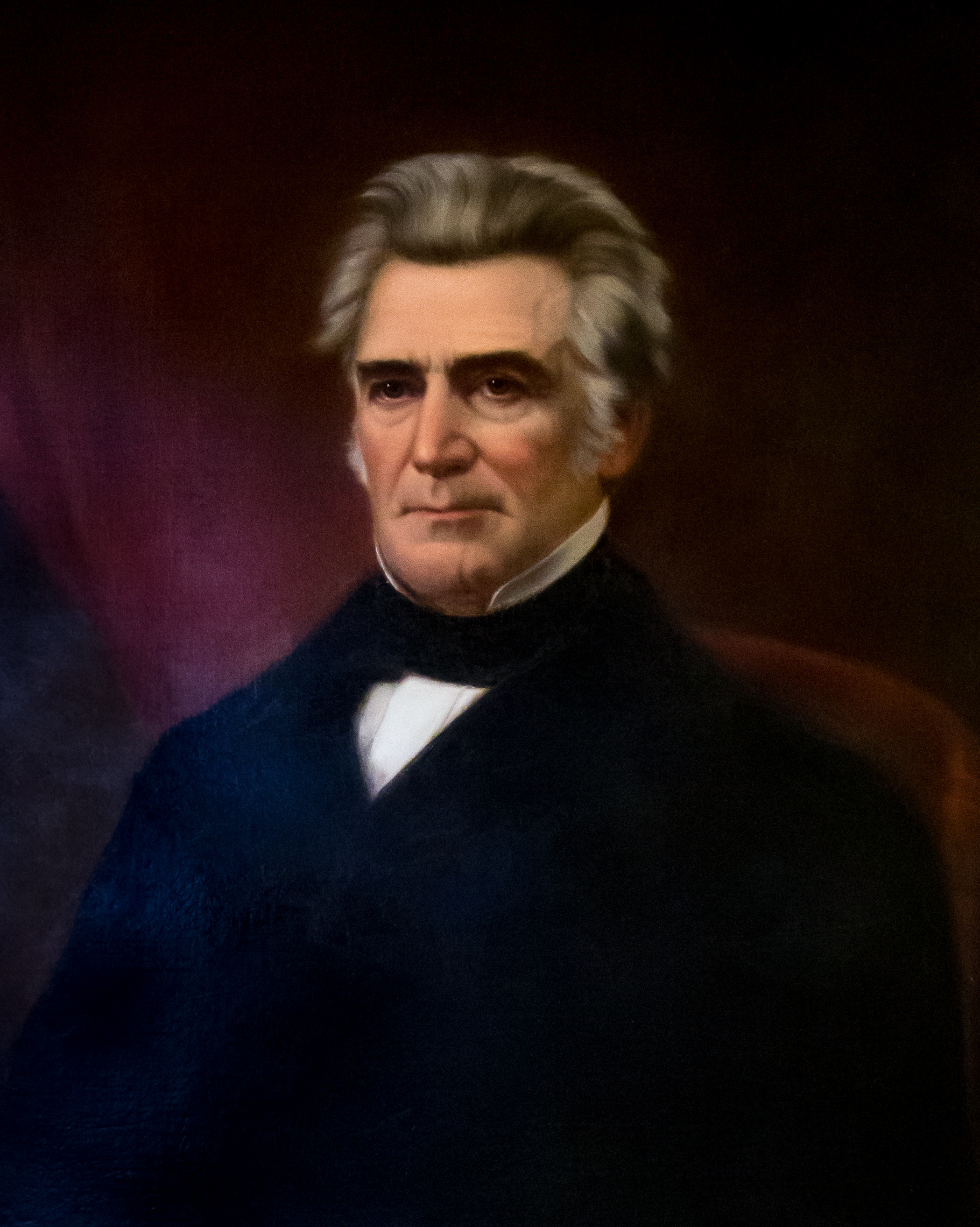
Lemuel H. Arnold

Lemuel Hastings Arnold (* 29. Januar 1792 in St. Johnsbury, Caledonia County, Vermont; † 27. Juni 1852 in South Kingstown, Rhode Island) war ein US-amerikanischer Politiker und von 1831 bis 1833 Gouverneur des Bundesstaates Rhode Island. Zwischen 1845 und 1847 vertrat er außerdem seinen Staat im US-Repräsentantenhaus.

## Frühe Jahre
Lemuel Arnold war Sohn von Jonathan Arnold, der zwischen 1782 und 1783 Mitglied im Kontinentalkongress gewesen war. Er studierte bis 1811 am Dartmouth College in Vermont. Nach einem anschließenden Jurastudium und seiner 1814 erfolgten Zulassung als Rechtsanwalt begann er in Providence in diesem Beruf zu arbeiten. Ab dem Jahr 1821 war er als Kaufmann tätig.

## Politische Laufbahn
Zwischen 1826 und 1831 war Arnold Abgeordneter im Repräsentantenhaus von Rhode Island. Im Jahr 1831 wurde er zum neuen Gouverneur seines Staates gewählt. Nach einer Wiederwahl im folgenden Jahr konnte er dieses Amt zwischen dem 4. Mai 1831 und dem 1. Mai 1833 ausüben. In dieser Zeit wurde der Staat von einer Choleraepidemie heimgesucht. Als es in Providence zu Unruhen kam, wurden diese vom Gouverneur gewaltsam unterdrückt.
Nachdem er die Gouverneurswahlen des Jahres 1833 gegen John Brown Francis verloren hatte, zog er sich für einige Jahre aus der Politik zurück. In den Jahren 1842 und 1843 war er Mitglied des Regierungsrates. In diese Zeit fällt die sogenannte Dorr-Rebellion, ein von Thomas Wilson Dorr angeführter Aufstand zur Ausweitung des Wahlrechts auch auf Bürger ohne Eigentum. Im Jahr 1845 bewarb sich Arnold erfolglos um einen Sitz im US-Senat. Dafür wurde er in das Repräsentantenhaus gewählt, in dem er zwischen dem 4. März 1845 und dem 3. März 1847 die Interessen seines Staates vertrat.

## Weiterer Lebenslauf
Nach seiner Rückkehr nach Rhode Island wurde Arnold wieder als Rechtsanwalt tätig. Diesen Beruf übte er bis zu seinem Tod im Juni 1852 aus. Lemuel Arnold war zweimal verheiratet und hatte insgesamt neun Kinder. Sein Urgroßneffe Theodore F. Green war von 1933 bis 1937 ebenfalls Gouverneur von Rhode Island und vertrat den Staat zwischen 1937 und 1961 als Senator im Kongress.